# ATP Finals 2017 - Doppio
Henri Kontinen e John Peers erano i detentori del titolo ed hanno difeso con successo il titolo sconfiggendo in finale Łukasz Kubot e Marcelo Melo col punteggio di 6–4, 6–2.

## Teste di serie
1. Łukasz Kubot /  Marcelo Melo (finale)
2. Henri Kontinen /  John Peers (campioni)
3. Jean-Julien Rojer /  Horia Tecău (round robin)
4. Jamie Murray /  Bruno Soares (semifinale)

1. Bob Bryan /  Mike Bryan (round robin)
2. Pierre-Hugues Herbert /  Nicolas Mahut (round robin, ritirati)
3. Ivan Dodig /  Marcel Granollers (round robin, ritirati)
4. Ryan Harrison /  Michael Venus (semifinale)

### Riserve
1. Oliver Marach /  Mate Pavić (round robin, rimpiazzano Dogig/Granollers)

1. Raven Klaasen /  Rajeev Ram (round robin, rimpiazzano Herbert/Mahut)

## Tabellone

### Legenda
| - Q = Qualificato - WC = Wild card - LL = Lucky loser | - ALT = Alternate - SE = Special Exempt - PR = Protected Ranking | - w/o = Walkover - r = Ritirato - d = Squalificato |

### Fase Finale
|  | Semifinali | Semifinali                  | Semifinali                  | Semifinali | Semifinali |  |  | Finale | Finale                    | Finale                    | Finale | Finale |  |
|  |            |                             |                             |            |            |  |  |        |                           |                           |        |        |  |
|  | 4          | Jamie Murray Bruno Soares   | Jamie Murray Bruno Soares   | 62         | 2          |  |  |        |                           |                           |        |        |  |
|  | 2          | Henri Kontinen John Peers   | Henri Kontinen John Peers   | 7          | 6          |  |  | 2      | Henri Kontinen John Peers | Henri Kontinen John Peers | 6      | 6      |  |
|  | 8          | Ryan Harrison Michael Venus | Ryan Harrison Michael Venus | 1          | 4          |  |  | 1      | Łukasz Kubot Marcelo Melo | Łukasz Kubot Marcelo Melo | 4      | 2      |  |
|  | 1          | Łukasz Kubot Marcelo Melo   | Łukasz Kubot Marcelo Melo   | 6          | 6          |  |  |        |                           |                           |        |        |  |

### Gruppo Woodbridge/Woodforde
|     |                                                       | Kubot Melo                        | Murray Soares                  | Bryan                      | Dodig Granollers Marach Pavić     | RR V–P  | Set V–P             | Game V–P                 | Classifica |
| 1   | Łukasz Kubot Marcelo Melo                             |                                   | 2–6, 4–6                       | 6–4, 6–3                   | 7–6(2), 6–4 (w/ Dodig/Granollers) | 2–1     | 4–2 (66,7%)         | 31–29 (50,2%)            | 2          |
| 4   | Jamie Murray Bruno Soares                             | 6–2, 6–4                          |                                | 5–7, 7–6(3), [8–10]        | 6–1, 6–1 (w/ Dodig/Granollers)    | 2–1     | 5–2 (71,4%)         | 36–22 (62,1%)            | 1          |
| 5   | Bob Bryan Mike Bryan                                  | 4–6, 3–6                          | 7–5, 6(3)–7, [10–8]            |                            | 4–6, 4–6 (w/ Marach/Pavić)        | 1–2     | 2–5 (28,6%)         | 29–36 (44,6%)            | 3          |
| 7 9 | Ivan Dodig Marcel Granollers Oliver Marach Mate Pavić | 6(2)–7, 4–6 (w/ Dodig/Granollers) | 1–6, 1–6 (w/ Dodig/Granollers) | 6–4, 6–4 (w/ Marach/Pavić) |                                   | 0–2 1–0 | 0–4 (0%) 2–0 (100%) | 12–25 (32,4%) 12–8 (60%) | X 4        |

La classifica viene stilata in base ai seguenti criteri: 1) Numero di vittorie; 2) Numero di partite giocate; 3) Scontri diretti (in caso di due giocatori pari merito); 4) Percentuale di set vinti o di games vinti (in caso di tre giocatori pari merito); 5) Decisione della commissione.

### Gruppo Eltingh/Haarhuis
|   |                                                              | Kontinen Peers                    | Rojer Tecău                            | Herbert Mahut Klaasen Ram              | Harrison Venus                         | RR V–P  | Set V–P               | Game V–P                  | Classifica |
| 2 | Henri Kontinen John Peers                                    |                                   | 7–6(3), 7–6(6)                         | 2–6, 6–1, [10–8] (w/ Klaasen/Ram)      | 4–6, 6(8)–7                            | 2–1     | 4–3 (57,1%)           | 33-32 (50,8%)             | 2          |
| 3 | Jean-Julien Rojer Horia Tecău                                | 6(3)–7, 6(6)–7                    |                                        | 6–1, 6(7)–7, [8–10] (w/ Herbert/Mahut) | 3–6, 6(5)–7                            | 0–3     | 1–6 (14,3%)           | 33–36 (47,8%)             | 3          |
| 6 | Pierre-Hugues Herbert Nicolas Mahut Raven Klaasen Rajeev Ram | 6–2, 1–6, [8–10] (w/ Klaasen/Ram) | 1–6, 7–6(7), [10–8] (w/ Herbert/Mahut) |                                        | 7–6(4), 4–6, [5–10] (w/ Herbert/Mahut) | 1–1 0–1 | 3–3 (50%) 1–2 (33,3%) | 20–25 (44,4%) 7–9 (43,8%) | X 4        |
| 8 | Ryan Harrison Michael Venus                                  | 6–4, 7–6(8)                       | 6–3, 7–6(5)                            | 6(4)–7, 6–4, [10–5] (w/ Herbert/Mahut) |                                        | 3–0     | 6–1 (85,7%)           | 39–30 (56,5%)             | 1          |

La classifica viene stilata in base ai seguenti criteri: 1) Numero di vittorie; 2) Numero di partite giocate; 3) Scontri diretti (in caso di due giocatori pari merito); 4) Percentuale di set vinti o di games vinti (in caso di tre giocatori pari merito); 5) Decisione della commissione.